# Авіаконструкторська вулиця
Авіаконстру́кторська ву́лиця — вулиця у Святошинському районі міста Києва, місцевості Святошин та Авіамістечко. Пролягає від Берейстейського  проспекту до вулиці Гетьмана Кирила Розумовського.
Прилучаються вулиці Депутатська вулиця, Кременецький провулок, вулиці Павла Глазового, Хмельницька, Звенигородська, Степана Чобану, Улицька вулиця.

## Історія
Вулицю прокладено у 1950-ті роки під назвою 856-та Нова (хоча будинки № 7 та 11/1 були побудовані не пізніше 1941 року), з 1953 року — Кременецька (на честь міста Кременець). 1976 року отримала назву вулиця Генерала Вітрука, на честь радянського пілота-штурмовика, Героя Радянського Союзу, Народного героя Югославії гвардії генерал-майора Андрія Вітрука.
Сучасна назва — з 2022 року.

## Особистості
- У будинку № 3/11 (квартира № 26) мешкав український авіаконструктор Петро Балабуєв[5].

## Установи та заклади
- Стадіон «Темп», футбольний клуб «Зірка» (буд. № 10)

## Зображення

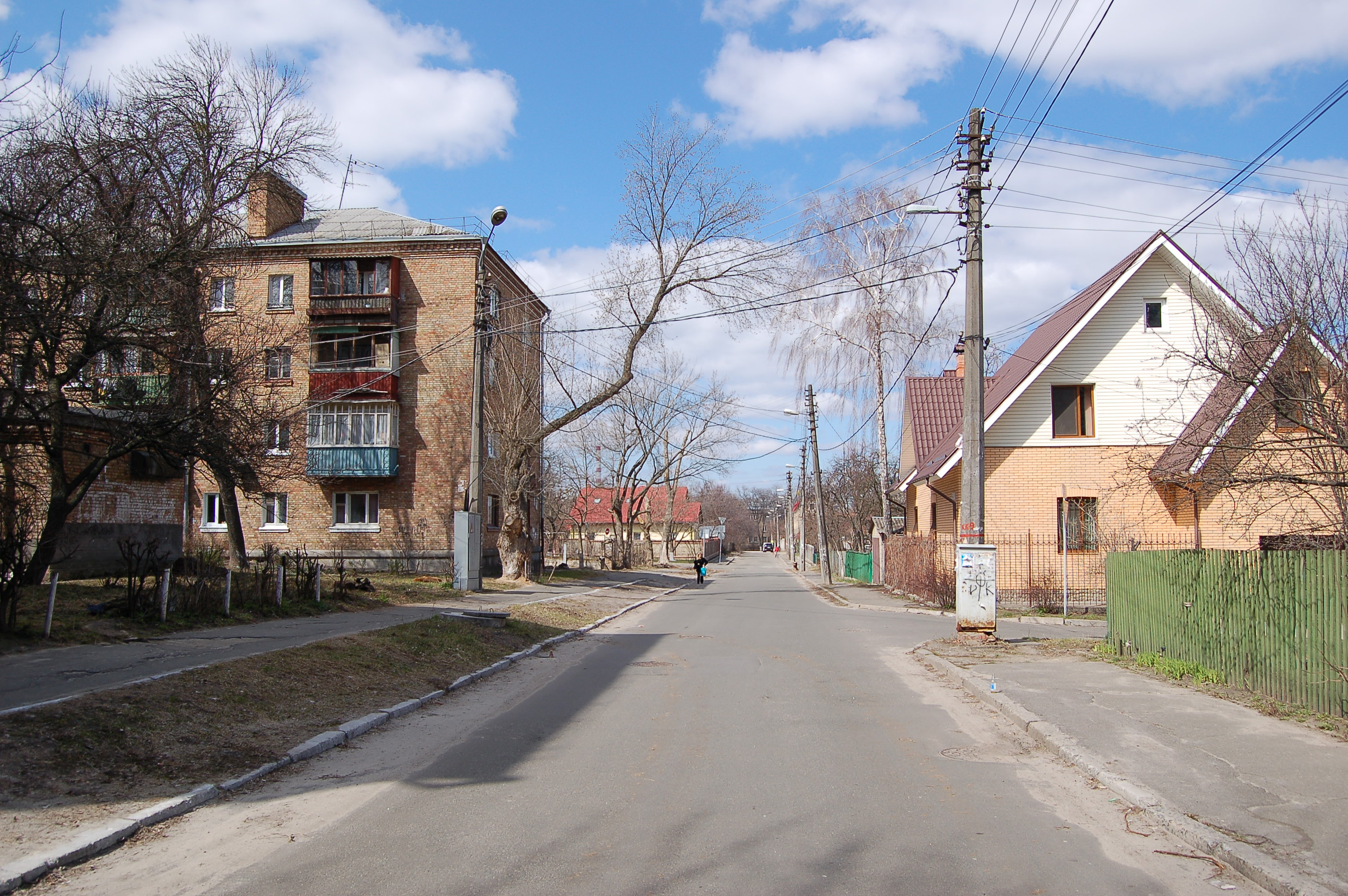
Перехрестя зі Звенигородською вулицею
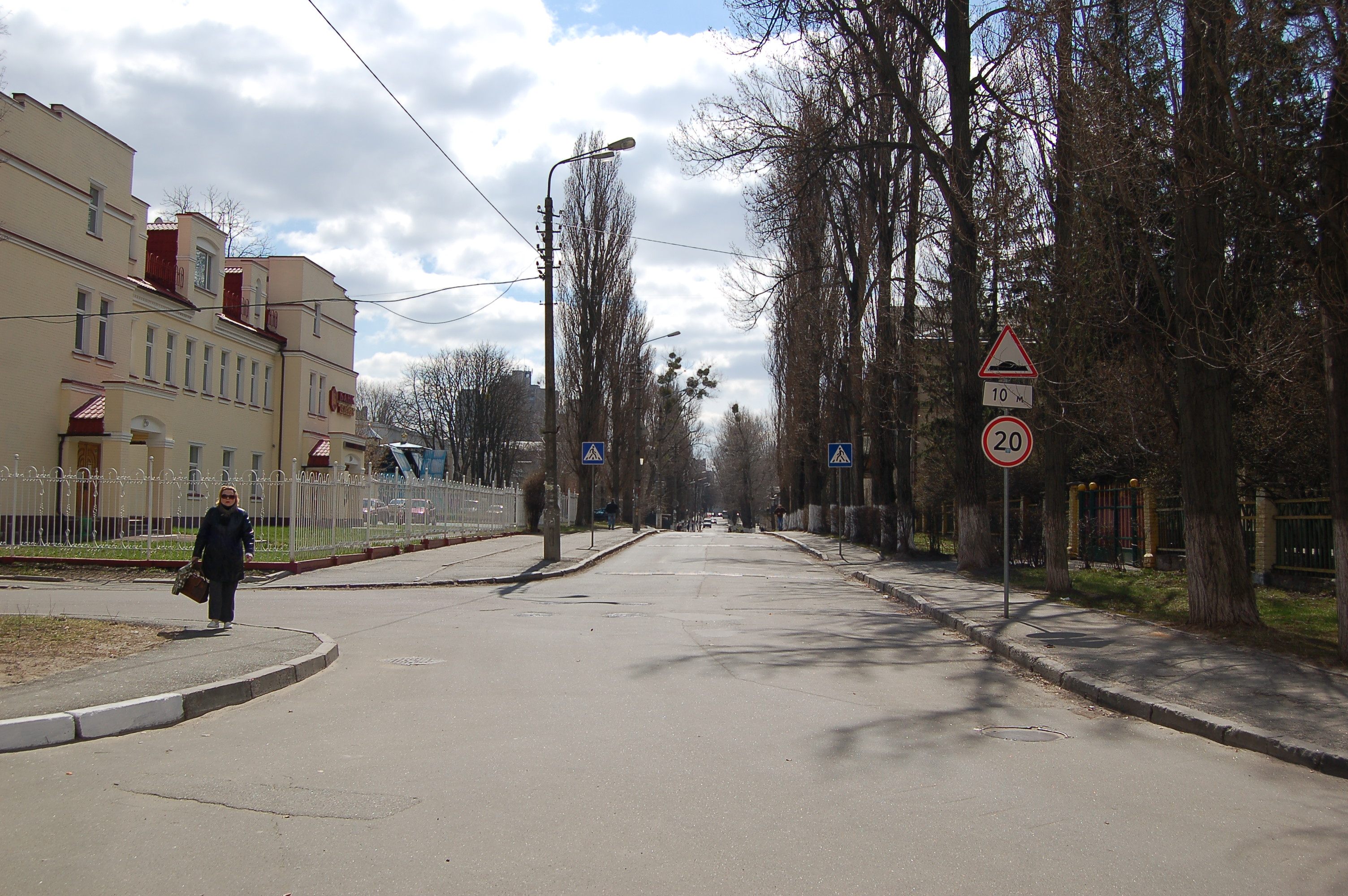
Перехрестя з вулицею Павла Глазового
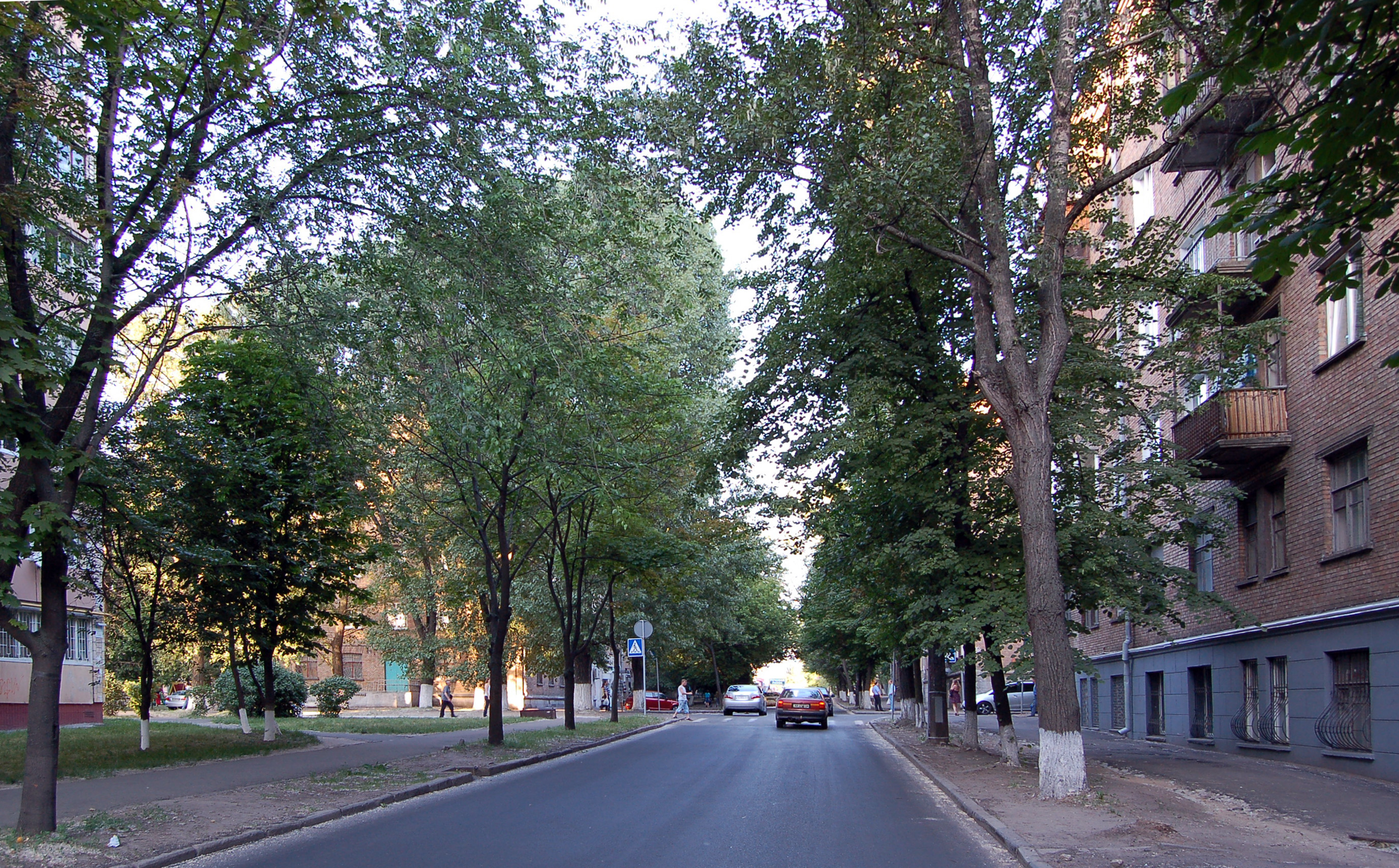
Поблизу Берестейского проспекту
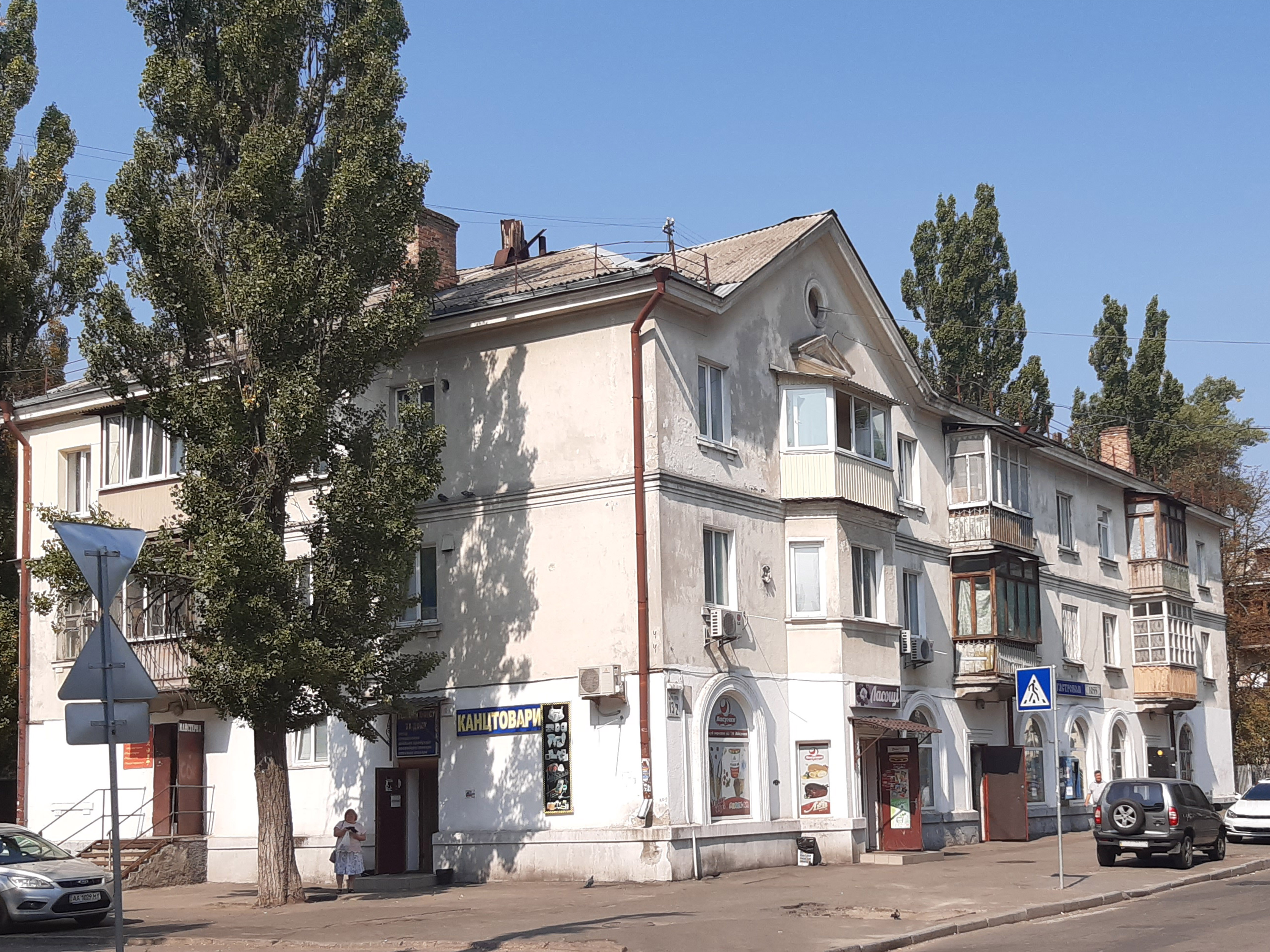
Будинок № 13/2 (1953 року) — перший багатоквартирний будинок на вулиці
Меморіальна дошка на будинку № 3/11
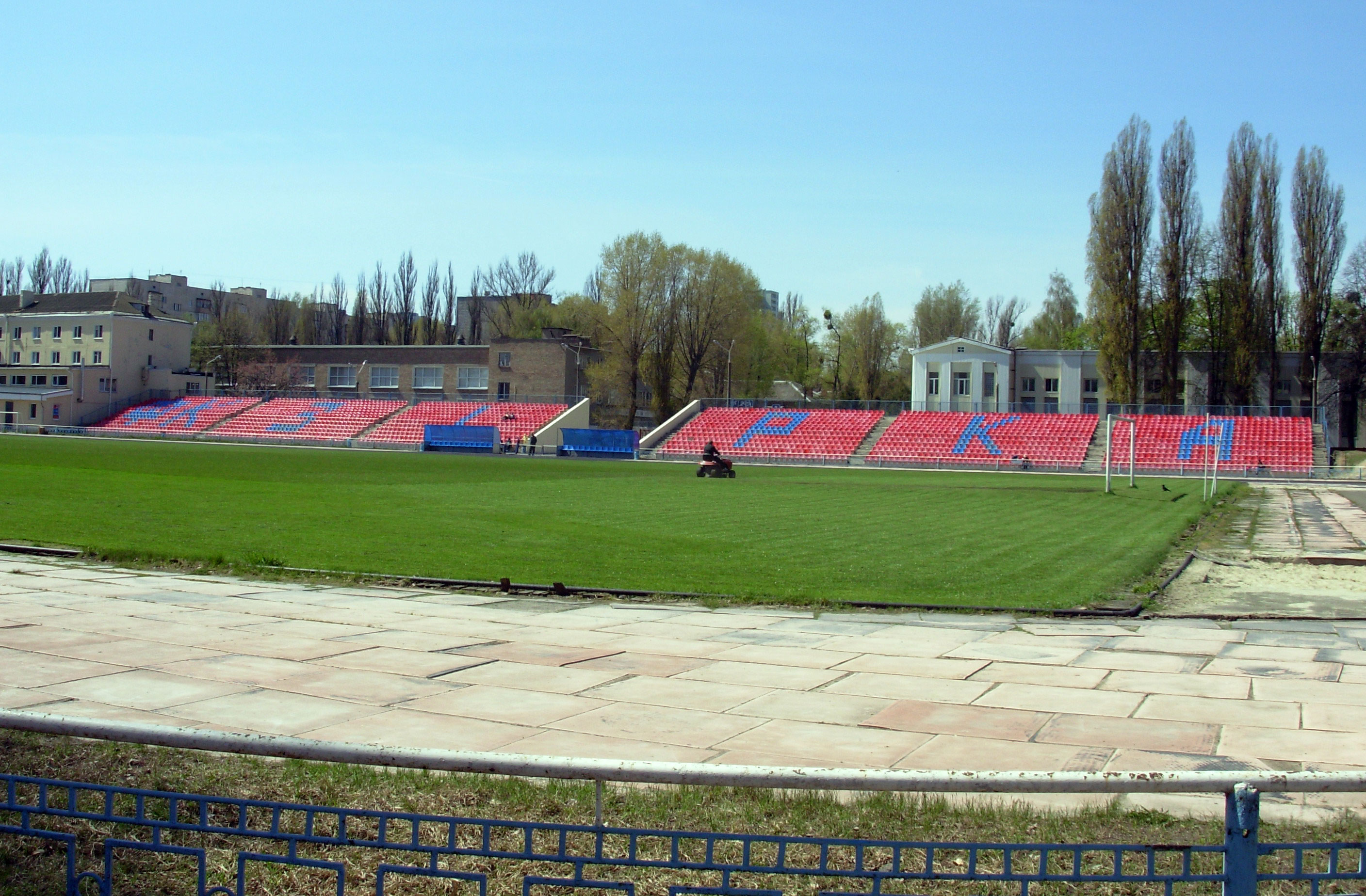
Стадіон «Темп» (будинок № 10)